# 飾り職人の秀
飾り職人の秀（かざりしょくにんのひで）は、必殺シリーズに登場した仕事人の一人。初登場作は『必殺仕事人』。三田村邦彦が演じた。

## 概要・キャラクター

### 表稼業
名前通り、表の稼業は飾り職人。腕はいいものの、気に入った仕事しか受けない気まぐれな性格。その一方で実直で情に厚く、困った人間を見過ごせない性格が災いし、何度も事件に巻き込まれた。根っからの子供好きで、登場当初から畷左門（伊吹吾郎）の娘に人形を作って一緒に遊んだり、お菓子を与えたりと、面倒見がとても良い。女遊びを好まず、女性を寄せ付けず禁欲的に振舞っている。服相はジーンズの生地の羽織を着用している。棺桶の錠と同じく武士への嫌悪感や不満を抱いているのか、『必殺仕事人』時代にはその思いを直接、主水や左門にぶつけていた。また、武士社会の独自の文化（切腹や仇討ちなど）についても「一生掛かっても、全く理解できない」という言動が見られた。
他の仕事人とはなかなか打ち解けることが出来ず畷左門とは裏稼業以前から家族ぐるみの付き合いがあったものの、裏稼業に加わってからは「表ではあまりなれなれしくするな」と少し距離を置かれたこともあり、左門も江戸を去ったことで、孤独であったものの、三味線屋の勇次（中条きよし）とは最初こそ性格が合わずに「あんなキザ野郎」と毛嫌いしていたが、次第に勇次が気持ちを察する形で打ち解けて行き、裏稼業では勇次と息の合った殺し技を披露するようになった。
天涯孤独の身の上であるが、『必殺仕事人IV』では自分が仕事した男の遺児である少女 お民を引き取って育てていた。しかし、最終回で、自分の殺しを子供に見られたことで、お尋ね者となり、一旦はお民共々、江戸を去る。

### 裏稼業
晴らせぬ恨みを金銭で晴らす殺し屋。背後から気配を隠して忍び寄り、簪を用いて相手の急所を刺し殺す。新・必殺仕事人のころになると密偵の役割も果たしており、体の身軽さを活かして屋根裏に潜んで偵察することが多くなる。裏の仕事の遂行時は、黒装束に身を包む。初仕事は『新・必殺仕事人』最終回によると、上州・高崎における贋医者殺しである。
登場初期は、若さゆえにしばしば感情的に暴走しがちな熱血漢で、中村主水（藤田まこと）、畷左門（伊吹吾郎）、おとわ（山田五十鈴）といった落ち着いたキャラクターとは対照的な立場で描かれていた。若い時は仕事人の自覚に欠け、主水、左門、おとわから鉄拳制裁や叱責を受ける時もあったが、自身も、後輩の西順之助（ひかる一平）などに行い、継承して行くことになる。時を経るごとに角が取れていき、やがて主水とも対等に話せる大人の男へと成長していった。『必殺仕事人・激突!』では、夢次（中村橋之助）を若造、ガキ扱いする台詞もあった。しかし、その反面で、さだに対し、同じ仕事人である夫と娘を死なせてしまった後ろめたさで悩む一面もあった。
『仕事人IV』の一件からしばらく経った後、真砂屋に奉公していたおゆみと関係を持つも逃げられ、自暴自棄になりつつも、彼女の恨みを晴らすために真砂屋徳次との激しい死闘を繰り広げたり（映画『必殺! III 裏か表か』）、神楽坂宗右衛門配下の仕事人として、吉原の遊女見習い 若紫を身請けする金を稼ぐべく奔走したり（『必殺まっしぐら!』）、奉行所を狂わせた奥田右京亮の一味と闘うために主水たちと再び組む（映画『必殺4 恨みはらします』）など、断続的に江戸に帰郷し、大役を果たしている。
TVスペシャル『必殺スペシャル・春 世にも不思議な大仕事 主水と秀 香港・マカオで大あばれ』では依頼する女性への想いから、自身の意思で主水に協力を求め、二人で香港において仕事を組んだ。
『必殺仕事人・激突!』で、再レギュラー出演。主水、お歌、夢次、山田朝右衛門と組み、裏稼業を再開。その際、仕事人仲間だった男の妻と関わりを持つ。映画『必殺!5 黄金の血』では裏稼業から足を洗っていた政が地獄組の悪事によって死んだ恋人 お浅の仇討ちで、裏稼業へ再び足を踏み入れようとしたところを諭す。その後、地獄組との激戦で駆け付けた政に外道の不意打ちから救われたものの、その代償で政は致命傷を負う。外道を間一髪で仕留め、政の最期を看取った。『仕事人・激突!』最終回で、最後の大仕事を終え、江戸を去っていった。
映画『必殺! 主水死す』で、江戸城 大奥の派閥争いに巻き込まれ、主水、三味線屋の勇次（中条きよし）、おけいとともに仕事に向かうが、主水が過去の仲間との複雑な関係の果てに爆発に巻き込まれるのを勇次、おけいと共に目撃する。その後、江戸を去っていった。それ以降は登場していないが、『必殺仕置長屋 一筆啓上編』第1話では名前のみ登場し、同作の時点で存命中であることが明かされている。

### 殺し技
殺し技は簪を悪人の急所に素早く突き刺して、死に至らしめる
身体能力が高く身軽で、飛びかかって相手を始末することも多い。
初期の殺し技は細工用の鑿（のみ）を使用していたが、『必殺仕事人』第18話で、所持品検査が厳しい場で仕事を行うために、代わりに焼き入れ加工した簪を用いた。後に簪が定番の武器となり、殺しの他に威嚇として投げ付けることもある。
簪は前期と後期では形が変わっており、後期になると飾りが多くなり、演じる三田村が殺陣の際に手で回しやすく加工されている。

## 出演作品

### TVシリーズ
- 必殺仕事人（1979年）
- 新・必殺仕事人（1981年）
- 必殺仕事人III（1982年）
- 必殺仕事人IV（1983年）
- 必殺まっしぐら!（1986年）
- 必殺仕事人・激突!（1991年）

### TVスペシャル
- 恐怖の大仕事（1981年）
- 仕事人大集合（1982年）
- (秘) 必殺現代版（1982年、秀の子孫として登場）
- 仕事人アヘン戦争へ行く（1983年）
- 世にも不思議な大仕事（1991年）

### 舞台
- 納涼必殺まつり（京都南座）
  - 必殺女ねずみ小僧（1981年）
  - 必殺・鳴門の渦潮（1982年。その前に名鉄ホールで先行して上演された[5]）
  - 必殺ぼたん燈籠（1983年）

### 劇場版
- 必殺! THE HISSATSU（1984年）
- 必殺! III 裏か表か（1986年）
- 必殺4 恨みはらします（1987年）
- 必殺!5 黄金の血（1991年）
- 必殺! 主水死す（1996年）

### パチンコ機
- CR必殺仕事人（2001年）
- CRぱちんこ必殺仕事人III（2007年）
- CRぱちんこ必殺仕事人III桜バージョン（2008年）
- CRぱちんこ必殺仕事人III祭バージョン（2009年）
- CRぱちんこ必殺仕事人III竜バージョン（2010年）

いずれも京楽産業.から発売。秀が登場するリーチは頻度は高いが、信頼度が極めて低い。

## 補足事項
- 時代劇では珍しい髷を結わない異色のキャラクターであるが、必殺シリーズに関しては『助け人走る』の龍（宮内洋）、『新・必殺仕置人・江戸プロフェッショナル・必殺商売人』の正八（火野正平）、『翔べ! 必殺うらごろし』の若（和田アキ子）、『必殺仕事人V』『必殺仕事人V・激闘編』『必殺仕事人V・旋風編』『必殺仕事人V・風雲竜虎編』の政（村上弘明）、『必殺橋掛人』の新吉（宅麻伸）など、髷を結わないメンバーはほぼ（坊主頭も含めれば）定番である。後の仕事人シリーズで、このポジションは、花屋（鍛冶屋）の政に引き継がれる。政とはキャラクターが被るため、秀と政が共演する場合は、どちらかのイメージ（服装、髪型など）が変えられることになる。
- 普段の衣装は黒い股引、腹掛けの上にデニム地の半纏、手首にブレスレット。デニム地の半纏と殺し衣装の足回りは前作『翔べ! 必殺うらごろし』で、和田が演じた若に用意された未着用の衣装を流用したものである[7]。『必殺仕事人』のころは時折、普通の着流し姿を見せることがあった。『必殺仕事人・激突!』第20話では、仕事遂行時も普段着で行っている[8]。
- 殺しの際に簪を回す動作と効果音は『必殺からくり人』の夢屋時次郎と同一のものであり、三田村が尊敬する、緒形拳にあやかって受け継いだとされている[9]。
- 本来なら、三田村の『太陽にほえろ!』の出演問題があり、『新・必殺仕事人』最終回で、他の殺し屋組織との抗争で命を落とす予定であったが、それを知った女性ファンからの熱烈な助命嘆願により、大幅に脚本が変更され、最後まで生き残ることとなり[10]、次作『必殺仕事人III』に登場した[11]。このエピソードに表されるように『仕事人』以降の後期必殺シリーズでは三味線屋の勇次と並び、人気の高いキャラクターである。この後も、シリーズには頻繁に登場し、主水を除けば、シリーズに最も多く出演している。
- 三田村は出演当時「金をもらって人を殺す」趣旨の時代劇に当初から嫌悪感を抱き撮影中にストレスでじんましんを起こし降板を申し出た。これに制作スタッフがシリーズの趣旨を熱心に説明し、さらに藤田まことから「あんた、ここで降りたら中途半端な役者として終わるで」と促され続ける決心をした。後に秀が代表作となったことで藤田を人生の大恩人として心から尊敬するようになった。